# Weibersbrunn
Weibersbrunn – miejscowość i gmina w Niemczech, w kraju związkowym Bawaria, w rejencji Dolna Frankonia, w regionie Bayerischer Untermain, w powiecie Aschaffenburg. Leży w pasmie górskim Spessart, około 18 km na wschód od Aschaffenburga, przy autostradzie A3.
1 stycznia 2021 do gminy przyłączono 5 728 m² terenu pochodzącego z obszaru wolnego administracyjnie Rohrbrunner Forst.

## Dzielnice
W skład gminy wchodzą trzy dzielnice:
- Echterspfahl
- Rohrbrunn
- Weibersbrunn

## Demografia
| Rok  | Liczba mieszk. |
| ---- | -------------- |
| 1970 | 1.817          |
| 1987 | 1.934          |
| 2000 | 2.146          |
| 2006 | 2.082          |

## Polityka
Wójtem od 2002 jest Herbert Rüppel z SPD, jego poprzednikiem był Erich Noll. Rada gminy składa się z 15 członków:
|      | CSU | SPD | Razem     |
| 2002 | 7   | 8   | 15 miejsc |

## Oświata
(na 1999)

W gminie znajduje się 100 miejsc przedszkolnych (z 72 dziećmi) oraz szkoła podstawowa (9 nauczycieli, 166 uczniów).